# Большое Макарово (Вологодская область)
Большое Макарово — деревня в Междуреченском районе Вологодской области на реке Малая Козланка.
Входит в состав Сухонского сельского поселения (с 1 января 2006 года по 8 апреля 2009 года входила в Враговское сельское поселение), с точки зрения административно-территориального деления — в Враговский сельсовет.
Расстояние до районного центра Шуйского по автодороге — 10,7 км.

## Население
По переписи 2002 года население — 7 человек.
| 2002 | 2010 |
| ---- | ---- |
| 7    | →7   |